# Kalijum perhlorat
Kalijum perhlorat je hemijsko jedinjenje, koje ima molekulsku masu od 138,549 .
Kalijum perhlorat je neorganska so sa hemijskom formulom KClO4. Kao i drugi perhlorati, ova so je jak oksidant mada obično veoma sporo reaguje sa organskim supstancama. Ovo je kao bezbojna, kristalna čvrsta supstanca i čest oksidator koji se koristi u vatrometima, udarnim kapislama za municiju, eksplozivnim prajmerima, i koristi se na različite načine u pogonskim gorivima, fleš kompozicijama i sparklerima. Korišćen je kao čvrsto raketno gorivo, iako je u toj primeni uglavnom zamenjen amonijum perhloratom visokih performansi.

## Proizvodnja
Kalijum perhlorat se industrijski priprema tretiranjem vrućeg vodenog rastvora natrijum perhlorata sa kalijum hloridom. Ova reakcija taloženja koristi nisku rastvorljivost KClO4, koja je oko 1/100 koliko i rastvorljivost NaClO4 (209,6 g/100 mL na 25 °C (77 °F; 298 K)).
Takođe se može proizvesti puštanjem gasovitog hlora kroz rastvor kalijum hlorata i kalijum-hidroksida, i reakcijom perhlorne kiseline sa kalijum hidroksidom; međutim, ovo se retko koristi zbog opasnosti od perhlorne kiseline.
Drugi preparat uključuje elektrolizu rastvora kalijum hlorata, što dovodi do stvaranja KClO4 i taloženja na anodi. Ovaj postupak je komplikovan niskom rastvorljivošću kalijum hlorata i kalijum perhlorata, pri čemu se ovaj poslednji može taložiti na elektrodama i ometati struju.
Kalijum perhlorat se taloži zbog svoje niske rastvorljivosti. Reakcija sa kalijum hloratom praćena vrućom filtracijom je industrijski povoljnija, jer se ne proizvode neželjeni nusproizvodi kao što su hloridi, koji bi tokom proizvodnje perhlorata ozbiljno oštetili platinu ili elektrodu od olovnog dioksida sa gustom beta strukturom. Važan kriterijum tokom proizvodnje je da perhloratna ćelija ne može da sadrži hloride, kao što hloratna ćelija koja sadrži hlorid ne može biti kontaminirana perhloratom. Posebno u slučaju anoda koje su pogodne za proizvodnju hlorata samo ako se rastvor vrati u proizvodnju.
Kalijum perhlorat se može proizvesti zagrevanjem kalijum hlorata.
{\displaystyle \mathrm {2\ KClO_{3}\rightarrow KClO_{4}+KCl+O_{2}} }
{\displaystyle \mathrm {4\ KClO_{3}\rightarrow 3\ KClO_{4}+KCl} }
Ako se rastvor kalijum hlorata elektrolizuje na platinskoj elektrodi pri hlađenju, tako da se kalijum perhlorat formira na anodi, ali se ovaj metod ne koristi za industrijsku proizvodnju.

## Sinteze

### Sinteza 1
- Priprema kalijum perhlorata interakcijom natrijum perhlorata i kalijum hlorida.

| {\displaystyle {\rm {{\underset {natrijum\,perhlorat}{NaClO_{4}}}+KCl\rightarrow {\underset {kalijum\,perhlorat}{KClO_{4}}}+NaCl}}} |

### Sinteza 2
- Kalijum perhlorat se takođe može pripremiti vrućim razlaganjem kalijum hlorata:

| {\displaystyle {\rm {2\ {\underset {kalijum\,hlorat}{KClO_{3}}}\ \xrightarrow {toplota} \ {\underset {kalijum\,perhlorat}{KClO_{4}}}+KCl+O_{2}}}} |

### Sinteza 3
Godine 1816, austrijski grof i hemičar, Fridrih fon Stadion (1774-1821), pripremio je kalijum perhlorat tretiranjem kalijum hlorata sumpornom kiselinom, ostavljajući smešu da odstoji 24 sata uz često mešanje, prema sledećoj reakciji:
| {\displaystyle \mathrm {3\,KClO_{3}+2\,H_{2}SO_{4}\rightarrow KClO_{4}+2\,KHSO_{4}+H_{2}O+2\,ClO_{2}} } |

## Reakcije

### Reakcija 1
Kao i drugi oksidanti, kalijum perhlorat može da stupi u interakciju sa širokim spektrom zapaljivih supstanci, na primer, glukozom:
| {\displaystyle {\mathsf {3\,KClO_{4}+{\underset {glukoza}{C_{6}H_{12}O_{6}}}\rightarrow 6\,H_{2}O+6\,CO_{2}+3\,KCl}}} |

### Reakcija 2
Kao lek, kalijum perhlorat ima anti-tiroidni efekat, inhibira aktivnost štitne žlezde. Pošto je kalijum perhlorat veoma moćan oksidant, on reaguje sa redukujućim agensima, tako da se oslobađa kiseonik i redukujući perkloratni anjon u hlorid.
| {\displaystyle \mathrm {KClO_{4}\ \longrightarrow \ KCl\ +\ 2\ O_{2}\uparrow } } |

## Oksidirajuća svojstva
KClO4 je oksidant u smislu da egzotermno prenosi kiseonik na zapaljive materijale, značajno povećavajući njihovu brzinu sagorevanja u poređenju sa sagorevanjem na vazduhu. Dakle, sa glukozom daje ugljen-dioksid:
3 KClO4  +  C6H12O6   →   6 H2O  +  6 CO2  +  3 KCl
Konverzija čvrste glukoze u vrući gasoviti CO2 je osnova eksplozivne sile ove i drugih sličnih smeša. Sa šećerom, KClO4 daje nizak eksploziv, pod uslovom da je zatvoren. U suprotnom takve mešavine jednostavno deflagriraju intenzivnim ljubičastim plamenom karakterističnim za kalijum. Sastavi za trenutno paljenje koji se koriste u vatrometima i u petardama obično se sastoje od mešavine aluminijumskog praha i kalijum perhlorata. Ova mešavina, koja se ponekad naziva i bljeskajući ili blic prah, takođe se koristi u vatrometima na zemlji i u vazduhu.
Kao oksidant, kalijum perhlorat se može bezbedno koristiti u prisustvu sumpora, dok kalijum hlorat ne može. Tipična je veća reaktivnost hlorata – perhlorati su kinetički lošiji oksidanti. Hlorat proizvodi hlornu kiselinu, koja je veoma nestabilna i može dovesti do prevremenog paljenja smeše. Shodno tome, perhlorna kiselina je prilično stabilna.
U komercijalnoj upotrebi meša se 50/50 sa kalijum nitratom kako bi se stvorila zamena za crni barut Pirodeks, i kada nije sabijen unutar oružja sa punjenjem u ustima cevi ili u patroni, gori dovoljno sporom brzinom kako bi se smanjila kategorizacija kao crnog baruta kao niskoeksplozivna materija, do "zapaljiva".

## Osobine
| Osobina                  | Vrednost |
| ------------------------ | -------- |
| Broj akceptora vodonika  | 4        |
| Broj donora vodonika     | 0        |
| Broj rotacionih veza     | 0        |
| Particioni koeficijent ( | -2,7     |
| Rastvorljivost (logS, log(mol/L))       | -0,4     |
| Polarna površina (PSA, Å2)  | 169,3    |

## Upotreba u pravljenju lekova
Kalijum perhlorat se može koristiti kao antitiroidni agens koji se koristi za lečenje hipertireoze, obično u kombinaciji sa još jednim drugim lekom. Ova aplikacija koristi sličan jonski radijus i hidrofilnost perhlorata i jodida.
Davanje poznatih goitrogenskih supstanci se takođe može koristiti kao prevencija u smanjenju biološkog uzimanja joda, (bilo da se radi o nutritivnom neradioaktivnom jodu-127 ili radioaktivnom jodu, radiojodu - najčešće jodu-131, jer telo ne može razlikovati različite izotope joda). Pokazalo se da perhloratni joni, uobičajeni zagađivač vode u SAD zbog vazduhoplovne industrije, smanjuju unos joda i stoga se klasifikuje kao goitrogen. Perhloratni joni su kompetitivni inhibitor procesa kojim se jodid aktivno deponuje u folikularne ćelije štitne žlezde. Studije koje su uključivale zdrave odrasle dobrovoljce utvrdile su da na nivoima iznad 0,007 miligrama po kilogramu dnevno (mg/(kg·d)), perhlorat počinje da privremeno inhibira sposobnost štitne žlezde da apsorbuje jod iz krvotoka („inhibicija uzimanja joda“, tako da je perhlorat poznat kao goitrogen). Smanjenje rezervoara jodida perhloratom ima dvostruke efekte – smanjenje viška sinteze hormona i hipertireoze, s jedne strane, i smanjenje sinteze inhibitora štitne žlezde i hipotireoze s druge strane. Perhlorat ostaje veoma koristan kao primena jedne doze u testovima koji mere izlučivanje radiojodida nakupljenog u štitnoj žlezdi kao rezultat mnogih različitih poremećaja u daljem metabolizmu jodida u štitnoj žlezdi.
Lečenje tirotoksikoze (uključujući Grejvsovu bolest) sa 600-2.000 mg kalijum perhlorata (430-1.400 mg perhlorata) dnevno u periodima od nekoliko meseci ili duže je nekada bila uobičajena praksa, posebno u Evropi, i upotreba perhlorata sa nižim dozama za lečenje problema sa štitnom žlezdom nastavljaju se sve do danas. Iako je u početku korišćeno 400 mg kalijum perhlorata podeljeno u četiri ili pet dnevnih doza i pokazalo se da je delotvorno, veće doze su uvedene kada je otkriveno da 400 mg/d nije kontrolisalo tireotoksikozu kod svih subjekata.
Trenutni režimi lečenja tireotoksikoze (uključujući Grejvsovu bolest), kada je pacijent izložen dodatnim izvorima joda, obično uključuju 500 mg kalijum perhlorata dva puta dnevno tokom 18-40 dana.
Profilaksa sa perhloratom koji sadrži vodu u koncentraciji od 17 ppm, što odgovara ličnom unosu od 0,5 mg/(kg d), ako osoba ima 70 kg i konzumira 2 litra vode dnevno, smanjuje početno unos radiojoda za 67%. Ovo je ekvivalentno unosu ukupno samo 35 mg perhloratnih jona dnevno. U drugoj srodnoj studiji, kada su subjekti pili samo 1 litar vode koja sadrži perhlorat dnevno u koncentraciji od 10 ppm, tj. dnevno je unoseno 10 mg perhloratnih jona, primećeno je prosečno smanjenje uzimanja joda od 38%.
Međutim, kada se prosečna apsorpcija perhlorata kod radnika u postrojenjima za proizvodnju perhlorata koji su bili izloženi najvećoj izloženosti procenjuje se na približno 0,5 mg/(kg d), kao u prethodnom pasusu, očekivalo bi se smanjenje unosa joda za 67%. Međutim, studije na hronično izloženim radnicima, do sada nisu uspele da otkriju bilo kakve abnormalnosti u funkciji štitne žlezde, uključujući i unos joda. ovo se može pripisati dovoljnoj dnevnoj izloženosti ili unosu zdravog joda-127 među radnicima i kratkom biološkom poluživotu perhlorata u telu od 8 sati.
Da bi se potpuno blokirao unos joda-131 namenskim dodavanjem perhloratnih jona u vodovodnu mrežu stanovništva, teži se dozama od od 0,5 mg/(kg d), ili koncentracije vode od 17 ppm, bi stoga bilo krajnje neadekvatno za stvarno smanjenje unosa radioaktivnog joda. Koncentracije perhloratnih jona u vodovodu regiona morale bi da budu mnogo veće, najmanje 7,15 mg/kg telesne težine dnevno ili koncentracija vode od 250 ppm, pod pretpostavkom da ljudi piju 2 litra vode dnevno, kako bi zaista bilo korisno za populaciju u sprečavanju bioakumulacije pri izloženosti radiojodnoj sredini, nezavisno od dostupnosti lekova jodata ili jodida.
Kontinuirana distribucija tableta perhlorata ili dodavanje perhlorata u vodovodnu mrežu bi moralo da se nastavi najmanje 80-90 dana, počevši odmah nakon što je otkriveno početno oslobađanje radiojoda, nakon što je prošlo 80-90 dana oslobođenog radioaktivnog joda-131, da bi se raspao na manje od 0,1% svoje početne količine kada je opasnost od bioapsorpcije joda-131 u suštini završena.

## Ostala upotreba
- Koristi se zbog svojih svojstava kao stabilan oksidant koji se koristi u vatrometima, određenim vrstama municije, inicijalnim kapsulama i eksplozivnim prajmerama. Takođe se nalazi u bljeskajućem prahu, zvezdama i čarobnim svećama (sparklerima).

Koristi se kao pogonsko gorivo. Korišćen je u raketama na čvrsto gorivo, ali se za tu svrhu sada obično zamenjuje amonijum perhloratom čiji je stepen efikasnosti još veći.
- U oblasti medicine, testiran je kao antitiroidni agens za lečenje hipertireoze, obično u kombinaciji sa tiroidnim hormonima i/ili drugim lekovima.

## Toksikologija, ekotoksikologija
On je endokrini poremećaj (zbog svoje sposobnosti da spreči vezivanje joda u štitnoj žlezdi) i ima posebna svojstva u poređenju sa drugim perhloratima, verovatno uglavnom zbog manje rastvorljivosti.

## Literatura
- Herak, J., & Tezak, B. (1954). Coagulation Effect of Potassium Perchlorate, Potassium Chlorate and Sodium Benzoate on Positive Silver Bromide Sol and of Potassium Sulfate on Positive Sol of Silver Halides. Arhiv. Kem, 26, 1.
- Stolwijk, Theodorus B.; Sudhoelter, Ernst J. R.; Reinhoudt, David N. (1987). „Crown ether mediated transport: a kinetic study of potassium perchlorate transport through a supported liquid membrane containing dibenzo-18-crown-6”. Journal of the American Chemical Society. 109 (23): 7042—7047. doi:10.1021/ja00257a023. (http://pubs.acs.org/doi/abs/10.1021/ja00257a023 résumé]).

- Holleman A. F.; Wiberg E. (2001). Inorganic Chemistry (1st изд.). San Diego: Academic Press. ISBN 0-12-352651-5.
- Housecroft, C. E.; Sharpe, A. G. (2008). Inorganic Chemistry (3. изд.). Prentice Hall. ISBN 978-0-13-175553-6.

## Dodatna literatura
- Chemical Book
- Handbook of Inorganic Compounds
- Meyler's Side Effects of Endocrine and Metabolic Drugs
- Encyclopedic Dictionary of Pyrotechnics
- Health Implications of Perchlorate Ingestion

## Spoljašnje veze
- WebBook page for KClO4 Архивирано на веб-сајту  (11. октобар 2008)